# علی‌بابا و چهل دزد (فیلم ۱۹۷۹)
«علی‌بابا و چهل دزد» (انگلیسی: Alibaba Aur 40 Chor) یک فیلم درام و محصول مشترک اتحاد شوروی و هند است که در سال ۱۹۷۹ تهیه شده‌است. از بازیگران آن می‌توان به دهر مندرا، هما مالینی، پرم چوپرا، زینت امان، سوفیکو چیائوریلی و فرونزیک مکرتچیان اشاره کرد.